# 밥 겔도프
밥 겔도프(영어: Bob Geldof, 1951년 10월 5일 ~ )는 아일랜드의 싱어송라이터이자 사회운동가이다.
1985년에 아프리카 기아 난민을 위한 범세계적인 자선공연 라이브 에이드(Live Aid)를 기획하여, '음악계의 성자'라는 찬사를 받았다.

## 서훈
- 1986년 명예 대영 제국 훈장 2등급(honorary KBE, 외국인대상 정원외 명예훈장)

## 같이 보기
- 밀레니엄 개발 목표